# من یک عاشق دارم
من یک عاشق دارم (کره‌ای: 애인 있어요؛ انگلیسی: I Have a Lover) یک مجموعه تلویزیونی محصول کره جنوبی در سال ۲۰۱۵ با بازی کیم هیون جو، جی جین هی، پارک هان بیول و لی کیو هان است. این مجموعه از ۲۲ اوت ۲۰۱۵ تا ۲۸ فوریه ۲۰۱۶، روزهای شنبه و یکشنبه ساعت ۲۲:۰۰ (کی‌اس‌تی) از اس‌بی‌اس برای ۵۰ قسمت پخش شد.